# Jean Ribault
Pour les articles homonymes, voir Ribault.
 Jean Ribault, ou Ribaut, né à Dieppe en 1520 et exécuté par les soldats de l'amiral espagnol Pedro Menéndez de Avilés à Fort Caroline en Floride française le 12 octobre 1565, est un capitaine de la marine et un explorateur français.

## Biographie

### Fondation de la colonie française de Floride
Ce capitaine huguenot fut choisi en 1562 par l’amiral Gaspard II de Coligny, chef des protestants français, qui voulait y établir une colonie pour les protestants avec deux vaisseaux et 150 de ses coreligionnaires. Parti avec René de Goulaine de Laudonnière et l’illustrateur et cartographe Le Moyne de Morgues, il accoste en Terra Florida en avril à l'embouchure d'une rivière, sous le 30e degré de latitude, et constata la prise de possession de la Floride française par l'érection d'une colonne en pierre sur laquelle il grava les armes de la France. Après quelques courses sur la côte, pendant lesquelles il établit des relations d'amitié avec les natifs amérindiens du pays, de la nation Timucua, il arriva à l'embouchure de la rivière d'Albemarles, près de la ville actuelle de Jacksonville, où il forma son premier établissement et fait construire un fort en terre qu’il baptise Charlesfort en l’honneur du roi Charles IX, dont il confia la défense à une quarantaine d'hommes qu'il laissa sous le commandement d'un de ses officiers, nommé Albert.
Ribault retourna en France chercher renforts et vivres, il débarque à Dieppe en pleine guerre civile. Obligé de s’exiler en Angleterre, il est arrêté un moment tandis que périclite l’établissement huguenot de la Floride française. Albert gouverna très sévèrement la petite colonie et se fit massacrer par ses soldats. Ceux-ci, désirant revoir leur patrie, s'embarquèrent aussitôt et firent voile pour la France; mais à peine avaient-ils perdu de vue les côtes, qu'un calme plat les retint en mer, que leurs provisions étaient épuisées depuis longtemps, et que déjà ils avaient commencé à se dévorer les uns les autres, lorsqu'ils furent rencontrés et secourus par un vaisseau anglais qui les emmena en Angleterre, où la reine Élisabeth voulut entendre de leur bouche même le récit.
Deux ans après, une nouvelle expédition partit sous les ordres de Laudonnière, pour rétablir et protéger la colonie ; mais l'expédition n'eut que de tristes résultats. Les plaintes des colons contre ce dernier parvinrent en France et déterminèrent le gouvernement à envoyer Ribault à la direction des affaires.

### Le retour de Ribault et la fin de la colonie de Floride
En France, Gaspard II de Coligny envoie Jean Ribault pour remplacer Laudonnière en Floride. Il embarque dans six navires plus de six cents marins, soldats, artisans et paysans à partir du port de Dieppe, le 22 mai 1565, puis l'escadre appareille du port du Havre le 26 mai 1565. Elle est composée de :
- La Trinité, vaisseau amiral, 32 canons, commandé par Jean Ribault
- L'Émerillon 1er, 29 canons, commandé par Nicolas d’Ornano
- La Perle, vaisseau corsaire de 10 canons, commandé par Jacques Ribault, le fils de Jean Ribault
- La Lèvrière, 12 canons, commandée par Vivien Maillard, un neveu de Jean Ribault
- L’Émerillon II, 20 canons, commandé par Vincent Colas
- L’Épaule de Mouton, de Dieppe
- Une roberge (vaisseau de guerre en vieux français), en provenance de La Rochelle, chargée de six pièces de « canons de terre », d’armes, de poudre, de vivres, le tout en quantité[3].

L'escadre rencontre des vents contraires pendant toute la traversée, et n'arrive aux abords des côtes de la Floride que le 15 ou 20 août suivants, mais Jean Ribault est surpris, à l'embouchure de la rivière May, par une escadre espagnole de six vaisseaux de Pedro Menéndez de Avilés, envoyé par Philippe II d'Espagne pour chasser les huguenots français, qui l'attaqua vivement, et à laquelle il n'échappa qu'en entrant dans la rivière. Ribault mit ses hommes à terre, les retrancha avec soin, alla chercher les meilleures troupes de Laudonnière qu'il laissa dans le fort Caroline avec tous les hommes hors d'état de porter les armes, et se rembarqua pour aller à la rencontre de l'ennemi. Le 4 septembre, les vaisseaux espagnols s’infiltrent entre les vaisseaux français, qui dégarnis de leurs hommes, lèvent l’ancre et s’éclipsent dans la nuit. Les Espagnols tentent de les poursuivre, puis vont édifier un fort à l’embouchure du rio San Augustin. L’escadre française regagne fort Caroline (6 septembre), informe Ribault qui décide d’attaquer le fort espagnol. Le 10 septembre, pris dans la tempête, il fait naufrage. Menéndez ignore les 500 survivants désarmés, marche par voie de terre sur fort Caroline, le prend et en massacre la garnison. Malades, femmes et enfants, qui étaient restés dans le fort, connaissent le même sort (12 septembre). Laudonnière, le peintre Jacques Le Moyne de Morgues, le charpentier Nicolas Le Chailleux et quelques civils réussissent à s’échapper par mer. Jean Ribault et ses compagnons sont faits prisonniers (24 septembre) puis exécutés « non comme Français, mais comme luthériens. », dix marins catholiques seront épargnés. Il n'y eut que Laudonnière et quelques-uns des siens qui s'échappèrent, et trouvèrent les moyens de retourner en France.
Avec la capitulation sans condition de la garnison huguenote – passée également au fil de l’épée dans sa totalité sur ordre de l’Espagnol Pedro Menéndez de Avilés –, la tentative de colonisation huguenote de la Floride s’achève dans un bain de sang.
Le terrible massacre, conté par René de Laudonnière à son retour en France, provoque une vague d'indignation. En 1567, face à l'inaction du pouvoir royal, un noble Gascon du nom de Dominique de Gourgues monte alors une expédition composé de trois navires et financée sur ses deniers personnels pour venger Ribault et ses hommes. Parvenu devant la Floride, il prend d'assaut les trois forts espagnols et massacre les garnisons en n'y faisant aucun prisonnier. En réponse aux justifications de Menéndez, il laisse, avant de rentrer en France, une pancarte ainsi gravée : « Je ne fais cecy comme à Espaignols, ny comme à Marrannes, mais comme à traistres, volleurs et meurtriers ».
De Gourgues revint à La Rochelle en juin 1568, où il fut accueilli triomphalement. D’autres expéditions suivirent, comme celle du pirate huguenot Jacques de Sores qui, à l’été 1570, au large des iles Canaries, fit passer par-dessus bord une mission de 39 jésuites portugais et espagnols qui se dirigeaient vers le Brésil.

Galerie
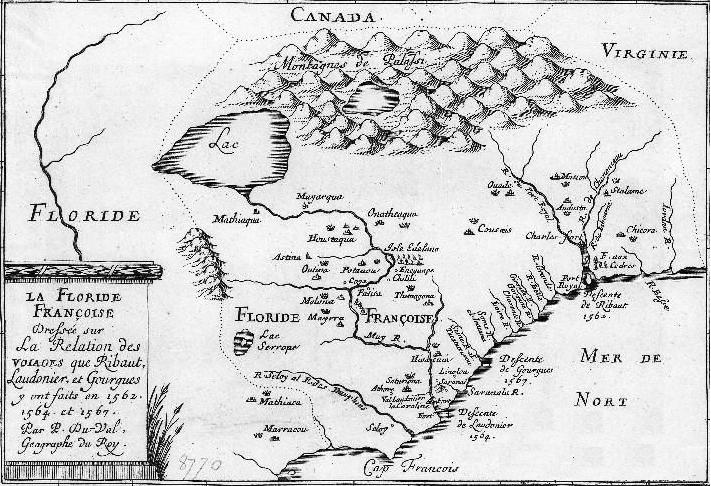
Carte de la Floride française (XVIIe siècle)
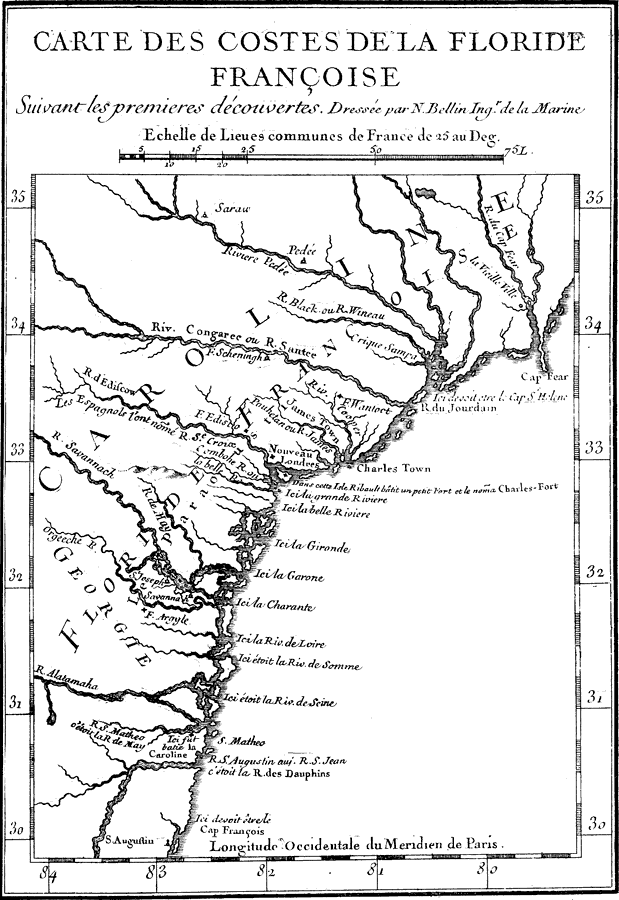
Carte côtière de la Floride française au XVIIe siècle
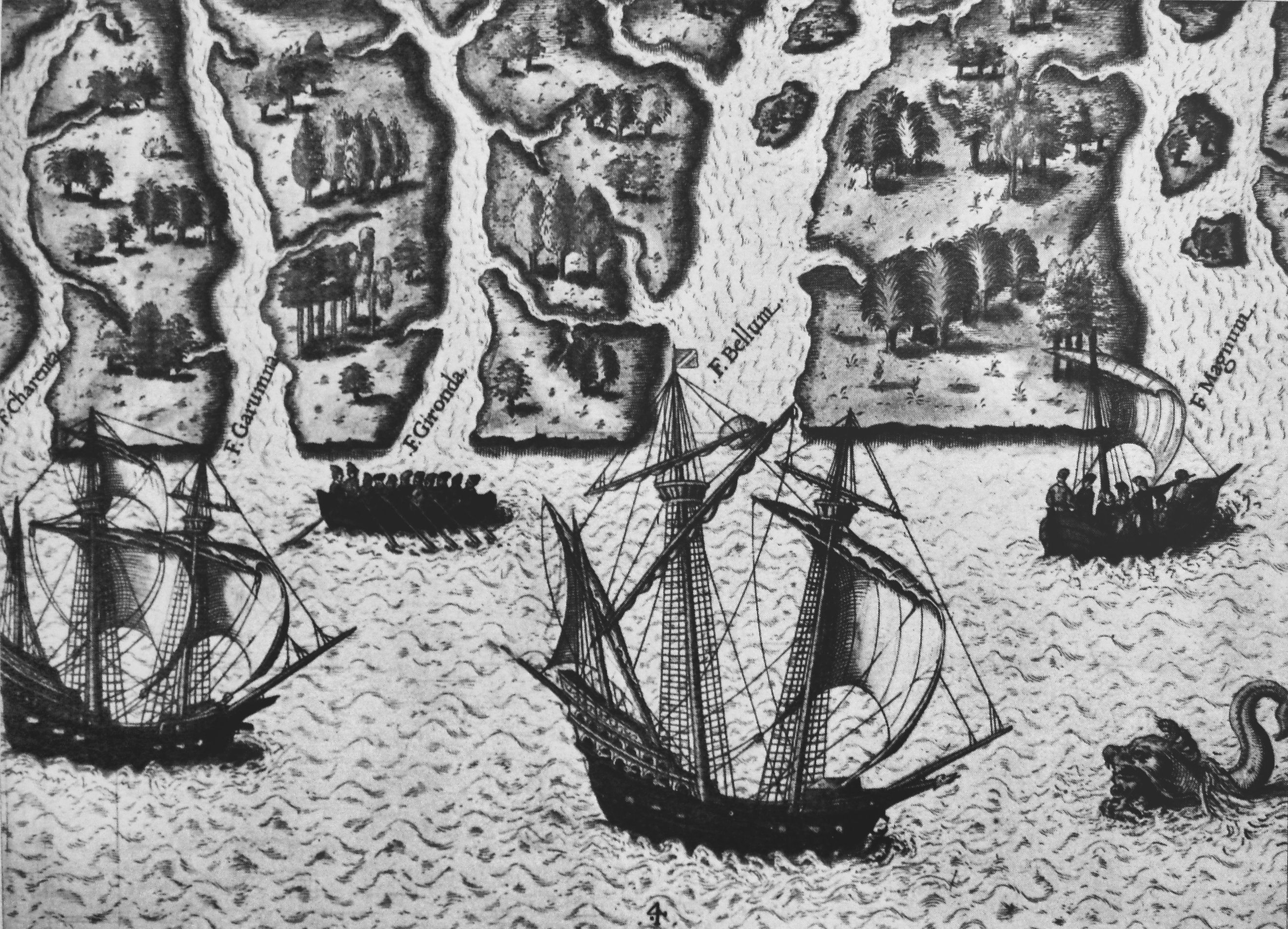
Exploration des côtes de la Floride française par l'expédition de Ribault et Laudonniere, (illustration de Jacques Le Moyne de Morgues)

## Le Monument Ribault
Le monument Ribault constitue une partie du Mémorial National de Fort Caroline et est situé au sommet de St Johns Bluff. Il commémore le débarquement en 1562 de Jean Ribault près de l'embouchure de fleuve St. Johns, qui a érigé une colonne en pierre portant les armoiries du roi Charles IX, symbolisant la revendication de la Floride pour la France, mais celle-ci a disparu.
Au début des années 1920, un mouvement s'est constitué, initié par le chapitre de Floride des Filles de la Révolution américaine, pour marquer l'emplacement de la première arrivée de Ribault dans le Nouveau Monde. L'objectif était de mettre en évidence les débuts de la colonisation européenne de la Floride par les huguenots - pour l'amour de la liberté religieuse - et de rappeler aux Américains que cette colonie avait été créée un demi-siècle avant la colonie anglaise de Plymouth.
En 1924, un terrain a été donné près de Mayport. La réplique de la colonne a été conçue par le sculpteur Charles Adrian Pillars (en) et consacrée le 25 décembre 1924. Lorsque la base navale de Mayport a été créée en 1941, le monument est devenu inaccessible au public et a été déplacé. En 1958, le monument a trouvé son emplacement actuel sur St. Johns Bluff et fait partie du nouveau site du parc national, Fort Caroline National Memorial.

Galerie
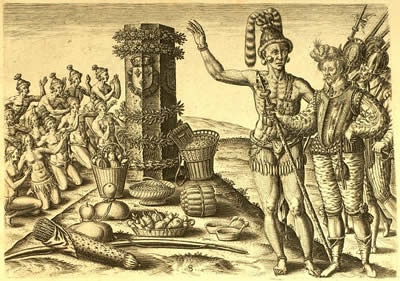
Jean Ribault prenant possession de la Floride française
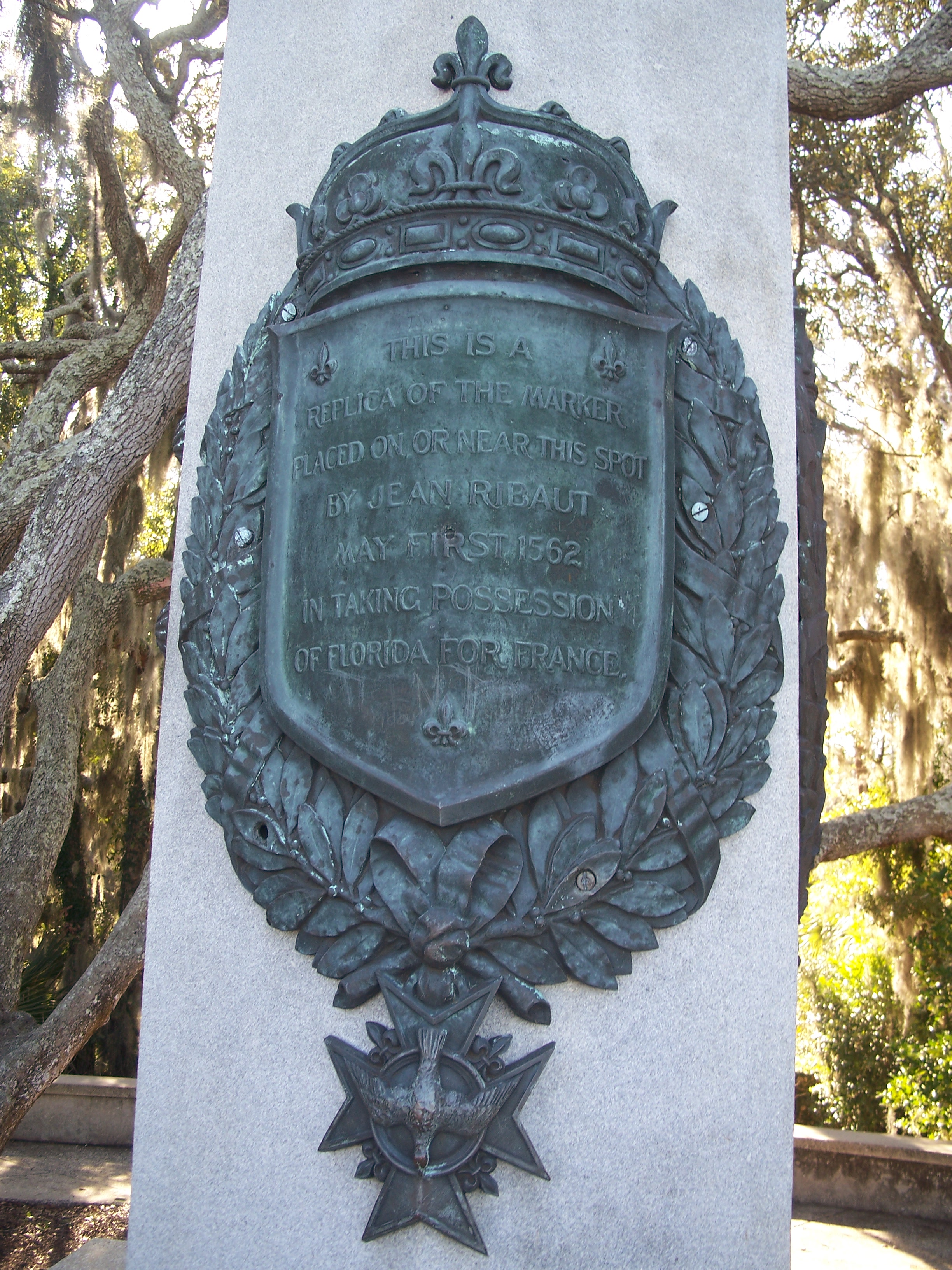
Monument à la mémoire de Jean Ribault, Timucuan, Ecological and Historic Preserve Florida, Fort Caroline National Monument
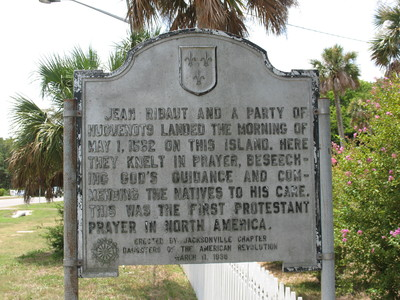
Monument à la mémoire de Jean Ribault, St.Johns Bluff

L'US Postal Service a également édité un timbre commémoratif du débarquement de Ribault, ainsi que la Monnaie des États-Unis, qui a édité une pièce de monnaie commémorative.

## L'épave deLa Trinité

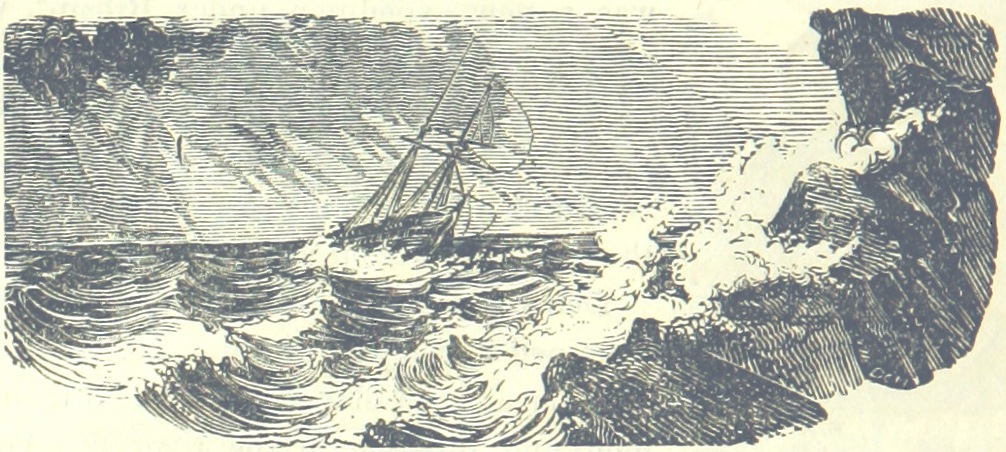
Naufrage du navire de Jean Ribault sur la côte de Floride, An Illustrated History of the New World, British Library, (1873)

En sommeil dans les eaux de Cap Canaveral depuis quatre siècles et demi, l'épave a été découverte fin septembre 2015 par 8 mètres de profondeur, par la société privée américaine d'exploration sous-marine Global Marine Exploration dirigée par Robert Pritchett, au moyen d'un magnétomètre, permettant de détecter les objets métalliques sous-marins.
Les vestiges s'étendaient sur une zone de 6 kilomètres de long sur environ 800 mètres de large. En mai-juin 2016, la société GME a trouvé 19 canons en fer, 12 ancres, une meule en pierre, le lest du navire, des munitions et des éléments d'accastillage de grands navires du XVIe siècle. De plus, parmi les artéfacts retrouvés, trois grands canons en bronze et un monument en marbre, tous ornés de la fleur de lys des armoiries du royaume de France,.
L'archéologue Michel L'Hour, responsable du Département des recherches archéologiques subaquatiques et sous-marines a précisé « Il est inconcevable de laisser un tel site livré à des plongeurs amateurs, mus par l’appât du gain, avec le saccage qui pourrait en résulter. » La société GME aurait déjà déplacé des artéfacts, et « cratérisé » le site au blaster (soufflante sous-marine),. L'archéologue appelle de ses vœux l’organisation d’une campagne de fouilles méticuleuse, « sans se presser, afin de dresser un relevé complet de l’environnement du site. » En attendant, c'est l'United States Coast Guard qui a été chargé de la surveillance du site.
L'ambassade de France a fait valoir ses droits auprès du tribunal d'Orlando, compte tenu que l'épave est un ancien navire militaire français, protégé par la loi américaine du Sunken Military Craft Act, du 28 octobre 2004. Celle-ci protège en particulier les épaves des navires militaires étrangers, retrouvées dans les eaux territoriales américaines. Ces épaves restent toujours la propriété du pays d'origine du navire.
La société GME a contesté la nationalité du navire auprès du tribunal de Floride, arguant que s’il s’agit de vestiges de la Marine royale française, ils se seraient retrouvés dans la cale d’un navire marchand espagnol, probablement à destination de Cuba, qui se serait à son tour échoué.
La justice américaine a tranché dans la bataille judiciaire engagée entre la France et la société GME. La juge Karla Spaulding de la Cour fédérale de Floride a décidé le 26 juin 2018, que l’épave retrouvée au large de Cap Canaveral, très probablement La Trinité, navire de 32 canons du Français Jean Ribault, resterait toujours la propriété de la France. Les historiens américains locaux sont très satisfaits de cette décision. Le Dr John de Bry, directeur du Centre pour l'archéologie historique, de Melbourne Beach, a précisé que « c'est le naufrage le plus important jamais découvert en Amérique du Nord, archéologiquement et historiquement ».
Les autorités consulaires françaises indiquent vouloir attendre le début du mois d’août, correspondant à la fin du délai d’appel, avant de s’exprimer, car la société GME a la possibilité de faire appel de la décision.
La République française et l'État de Floride, représentés respectivement par le consul général de France à Miami, Clément Leclerc et le Secrétaire d'État (en) Ken Detzner (en), ont signé le 21 décembre 2018 à Tallahassee, une déclaration d'intention (en) décrivant un partenariat historique pour la recherche, la protection et la préservation du naufrage de la Trinité situé au large de la côte de Cap Canaveral en Floride.

## Héritage
Plusieurs lieux et institutions à Jacksonville portent le nom de Ribault dont : la Jean Ribault Middle School, le Lycée Jean Ribault (en), le Ribault Club à Fort George Island (en); la rivière Ribault (en) qui est un affluent de la rivière Trout (en); plusieurs rues du quartier près de la rivière; le Jean Ribault, bateau de service du ferry de Mayport (en).
À Beaufort (Caroline du Sud) et à proximité de Port Royal (Caroline du Sud), la Ribaut Road (orthographié sans l) est une artère principale, en tant que segment de l'U.S. Route 21, et passe près du site de Charlesfort.
En 1944, pendant la seconde guerre mondiale, un navire américain de type Liberty ship fut baptisé à son nom.
Ribault est présenté dans l'épisode de 2005, la Conquête du Sud-Est, du programme de The History Channel, documentaire historique, en forme de mini-série, sur la conquête de l'Amérique et dans l'épisode de 2017, les Secrets de la Floride espagnole, du programme PBS / WNET, Secrets of the Dead (en).
En juillet 2020, une étudiante adepte de la cancel culture lance une pétition pour renommer les établissements portant les noms de personnes « responsables de la marginalisation et de l'extermination systématique des populations indigènes ». Cependant des recherches historiques ont montré que Jean Ribault a entretenu de bonnes relations avec la tribu Timucua et a refusé d'en capturer et d'en déporter des membres, ce qui fait qu'une assemblée d'élèves, d'anciens élèves et de personnels de la Jean Ribault High School (en) ont rejeté à 85 % le projet d'enlever le nom de Ribault de l'établissement,